# 吉娃娃
吉娃娃（西班牙語：Chihuahueño）是全球最小的犬種，以墨西哥奇瓦瓦州命名。

## 歷史

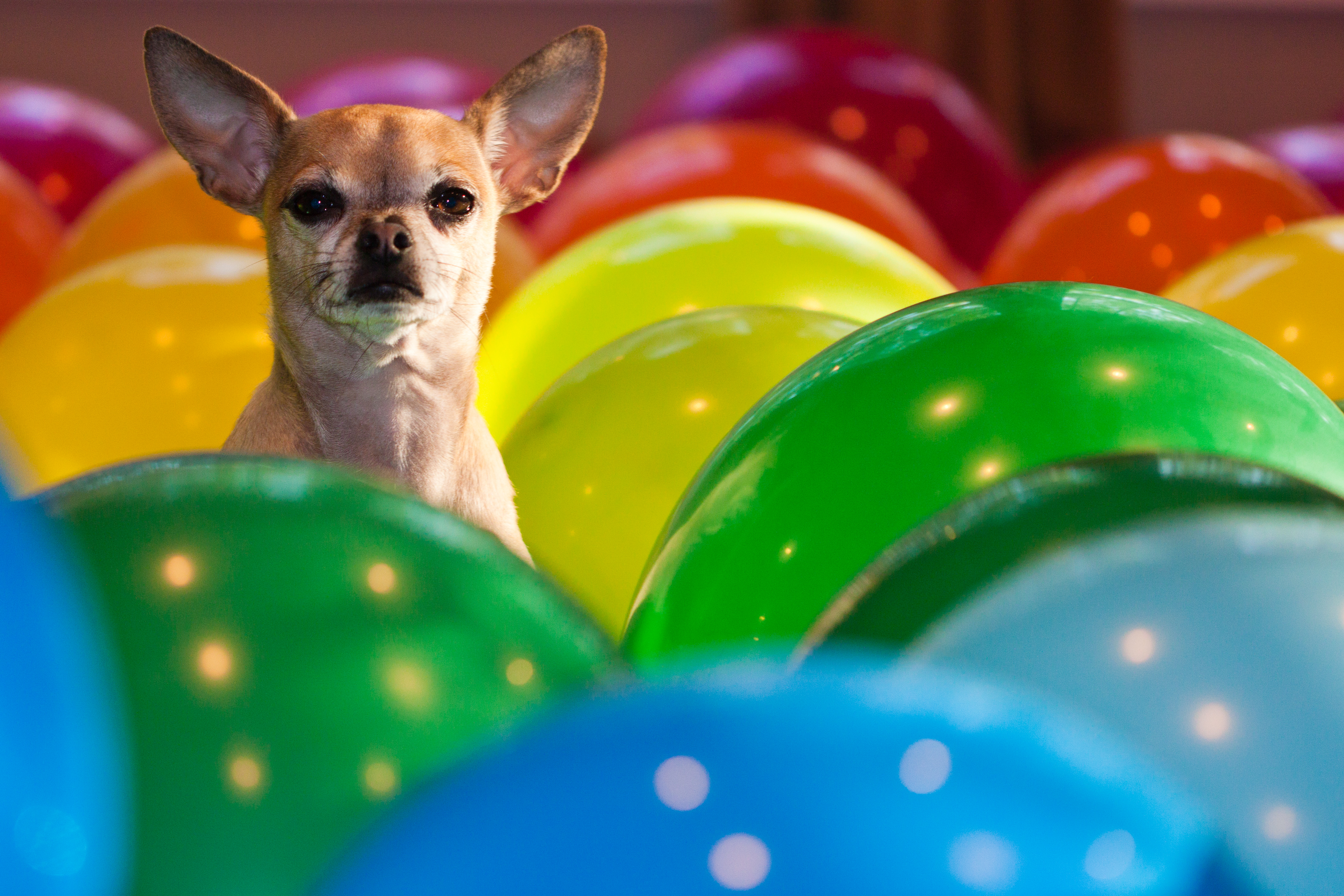
杂交吉娃娃狗與彩色气球

目前，有關吉娃娃犬的起源問題所記載的資料很少。其中有一說法認为吉娃娃犬的祖先可能與9世紀時统治今日墨西哥周邊地區的阿茲提克文明有關。他們的皇室飼養着一種被稱為Techichi的犬種，這種犬種和吉娃娃很類似，但體型較大。現在的吉娃娃犬只是一種寵物，但在當時却有着宗教的存在意義，很多时候成為了死者的殉葬寵物。吉娃娃犬被認為是北美最古老的犬種。
今時今日的吉娃娃犬，是於19世紀由美國引入墨西哥當地的原種犬，再與其他犬種混合交配而成的，一開始只有短毛型的品種，之後藉由與蝴蝶犬之類的犬種配種，誕生出長毛型吉娃娃。2020年的一项研究显示，前殖民时期古代犬种的基因组在吉娃娃及墨西哥无毛犬的基因组中分别占4%及3%的比例。